# Râches
Râches là một xã ở trong tỉnh Nord ở miền bắc nước Pháp. Xã này có diện tích 4,87 kilômét vuông, dân số năm 1999 là 2813 người. Xã nằm ở khu vực có độ cao trung bình 21 mét trên mực nước biển.